# Seret (Dekan)
Seret ist die Bezeichnung eines altägyptischen Dekans, der neun Dekan-Sterne umfasste und zum altägyptischen Sternbild Schaf gehörte, welches in vielen Särgen auf den Diagonalsternuhren und beispielsweise auch im Grab des Senenmut abgebildet ist.
Der auffälligste Stern ist hierbei Deneb Algedi im Sternbild Steinbock.
In den Dekanlisten der Sethos-Schrift repräsentierte Seret am Leib der Nut den 19. Dekan. Der heliakische Aufgang war für den 6. Achet III angesetzt und hatte als Datierungsgrundlage die verfügte Anordnung unter Sesostris III. (12. Dynastie) in dessen siebtem Regierungsjahr.